# Miguel Bruno
Miguel Bruno Daza (Santa Marta, Provincia de Santa Marta, Virreinato de Nueva Granada, Imperio Español, 29 de septiembre de 1818-San Juan Bautista, Tabasco, México, 17 de noviembre de 1848) fue un ciudadano colombiano que desde muy pequeño llegó a vivir al estado mexicano de Tabasco, teniendo una destacada participación durante la Revolución federalista en el estado y sobre todo durante la Intervención estadounidense en Tabasco, al encabezar a la guerrilla tabasqueña en contra de los invasores norteamericanos, hasta lograr su expulsión, lo que lo convirtió en un héroe en el estado.
Sin embargo, Bruno se caracterizó siempre por ser una persona de carácter explosivo y violento, falto de experiencia y tacto político, mala cabeza y medir casi dos metros de altura. Su falta de oficio político y su carácter explosivo lo llevaron a enfrentarse en varias ocasiones con el gobernador en turno, especialmente con Justo Santa Anna, con quien tuvo grandes diferencias que a la postre llevaron a su aprehensión y fusilamiento.

## Primeros años
Miguel Bruno nació en la ciudad de Santa Marta, Colombia el 29 de septiembre de 1818, siendo sus padres Don Pedro Bruno y Doña Carmen Daza de Bruno.
Siendo Miguel Bruno muy pequeño, sus padres se trasladaron a México estableciéndose en el pequeño puerto de Guadalupe de la Frontera en el estado de Tabasco, en donde prosperaron y donde transcurrió su infancia.

## Revolución federalista (1839 - 1840)
En 1837 el presidente centralista Anastasio Bustamante nombró gobernador del Departamento de Tabasco al General José Ignacio Gutiérrez, quien gobernó con mano dura, desatando la inconformidad de la población, que comenzó a apoyar las ideas de los federalistas. De esta forma estalló en noviembre de 1839 la revolución federalista en Tabasco, teniendo entre sus principales cabezas a Miguel Bruno, quien secundó los alzamientos de Fernando Nicolás Maldonado en Jonuta y de Justo Santa Anna en Macuspana.
Bruno participó activamente a lado del General Juan Pablo de Anaya quien desembarcó en el puerto de Frontera, y con quien marchó rumbo a la capital del estado, luchando en contra de las fuerzas del gobernador José Ignacio Gutiérrez. Después de cruentas batallas, Gutiérrez capituló el 17 de noviembre de 1840, entregando la capital a las fuerzas federalistas encabezadas por Juan Pablo de Anaya, Francisco de Sentmanat, Justo Santa Anna, Fernando Nicolás Maldonado y Miguel Bruno.

## Comandante general de Tabasco
Debido a su destacada participación durante la revolución federalista, en 1845 Bruno es nombrado jefe militar de San Juan Bautista. En junio de ese año, Bruno se unió al comandante general Francisco Martínez de Pinillos quien secundó un movimiento encabezado por el coronel Joaquín Rangel para restaurar el federalismo en el país y apoyaba el regreso de Antonio López de Santa Anna a la presidencia. Juntos derrocaron al gobernador José Víctor Jiménez y declararon a Tabasco separado de México. 
Sin embargo, el gobernador interino Juan de Dios Salazar convenció a Bruno de que lo apoyara para derrotar a Martínez de Pinillos. Bruno, organizó sus fuerzas en Nacajuca y atacó la capital del estado derrotando a Pinillos, lo que le valió hacerse de la Comandancia General del estado.
A mediados de agosto de ese año, Bruno enfrentó en Teapa a las fuerzas que apoyaban a al gobernador desplazado José Víctor Jiménez, quien intentaba recuperar la gubernatura, pero fue derrotado por los jimenístas. Ante esta situación Bruno negoció reconocer al Jiménez como gobernador a cambio de quedarse con la Comandancia general. El presidente Herrera aceptó y Miguel Bruno continuó como Comandante general. Sin embargo, su enemistad con el gobernador, provocó una nueva revuelta, ya que los seguidores de Bruno intentaron derrocar al gobernador, pero fueron nuevamente derrotados por las tropas chiapanecas al mando del español Manuel Peláez quien expulsó a Bruno del estado y se quedó con la comandancia.

## Guerra contra los estadounidenses

### Primera Batalla de Tabasco
El 23 de octubre de 1846 se inicia la Intervención estadounidense en Tabasco, cuando el ejército norteamiericano al mando del Comodoro Matthew C. Perry que comandaba una flota formada por los barcos: Mississipi, Vixen, Bonita, Reefer, Fortuna y las goletas Nonata y Mc Lane, toman el puerto de Frontera. Ante la caída del puerto de Frontera en manos de los invasores, Miguel Bruno se traslada a la capital del estado, uniéndose a las fuerzas del Gobernador, el General Juan Bautista Traconis para preparar la defensa de la ciudad. 
El 25 de ese mes, los norteamericanos llegan frente a la capital del estado San Juan Bautista, desarrollándose la Primera Batalla de Tabasco con la victoria de las fuerzas tabasqueñas, teniendo Bruno, una destacada participación.

### Batalla de Cerro Gordo
El 17 y 18 de abril de 1847, Miguel Bruno, participó en la Batalla de Cerro Gordo, Veracruz, y aunque el ejército mexicano fue derrotado por el estadounidense, Bruno tuvo una destacada participación, lo que le valió el reconocimiento del general Antonio López de Santa Anna quien lo recomendó para que pudiera regresar a Tabasco.

### Segunda Batalla de Tabasco
Ante un inminente segundo ataque norteamericano, Miguel Bruno regresa a Tabasco y se traslada a la capital San Juan Bautista poniéndose a las órdenes del gobernador Justo Santa Anna y del general Domingo Echegaray, quienes encabezaban la defensa de la capital. Al darse cuenta Echegaray, de las aptitudes y destreza de Bruno, puso bajo su mando un contingente militar y le encomendó la defensa del Fuerte de Iturbide construido en la margen izquierda del río Grijalva en las afueras de la capital del estado.
Meses después, el 16 de junio de 1847 los norteamericanos regresarían con más buques y hombres, desarrollándose  la Segunda Batalla de Tabasco. Las tropas estadounidenses remontaron el río y llegaron al "Fuerte de Iturbide" defendido por Bruno, y empezaron a bombardearlo. El general Domingo Echegaray, ordenó al general Miguel Bruno que abandonara el fortín para dirigirse al Cuartel General en la capital, este error del comandante Echegaray fue definitivo, pues Porter con 60 infantes de marina se apoderó de la fortaleza, formando un segundo flanco de ataque a la capital San Juan Bautista, este por tierra.  con lo que derrotan a las fuerzas tabasqueñas y el Comodoro Matthew C. Perry se apodera de la capital del estado, nombrando al General Vant Brunt Gobernador provisional.

### Guerrilla tabasqueña
Las fuerzas tabasqueñas instalaron su campamento general en el pueblo de Tamulté, cercano a la capital, y a partir de ese momento, Miguel Bruno, organizó y encabezó a la guerrilla tabasqueña que hostigó al ejército norteamericano al grado tal que "...todos los días amanecían soldados estadounidenses muertos en las calles de la ciudad". Las fuerzas comandadas por Bruno, entraban en la oscuridad de la noche por las calles de la ciudad disparando en contra de los soldados norteamericanos, diesmándo a los invasores. 
El día 26 llegó a San Juan Bautista el comandante Bigelow quien sustituyó a Van Brunt en el gobierno. El 29 de junio, la guerrilla atacó duro a los invasores por la zona del panteón. Al día siguiente, nuevamente fueron atacados por el barrio de "Concepción". El 1 de julio le llegaron a Bigelow 200 hombres de refuerzo desde Frontera, con los que el 2 de julio atacó el cuartel de los nacionales en Tamulté sin lograr tomarlo, teniendo que regresar a San Juan Bautista.
Los norteamericanos dominaron la capital durante cinco semanas con grandes dificultades, pues estaba casi desolada y paralizada. Debido a la fuerte guerrilla tabasqueña, y al valor temerario de los tabasqueños organizados por Miguel Bruno y el gobernador Justo Santa Anna, fueron las causas que dieron a las armas nacionales en Tabasco, el triunfo sobre los norteamericanos, el 22 de julio de 1847. Derrotados, los norteamericanos desocuparon la ciudad en la que permanecieron 35 días, después de los cuales el Comodoro Perry, decidió retirar a su ejército y abandonar Tabasco.
Ante esta destacada labor, Bruno se volvió un héroe estatal, siendo reconocidas sus acciones y aportaciones no solo por el gobernador Justo Santa Anna, sino por todo el pueblo tabasqueño y en especial, por los habitantes de la capital del estado.

## Revuelta contra Justo Santa Anna
A finales de 1847 siendo gobernador del estado, Justo Santa Anna, convenció a Bruno de alzarse en contra del Comandante general Domingo Echegaray y quedarse con la Comandancia general, por lo que Bruno organizó su ejército y atacó la capital, expulsando a Echegaray, quedándose nuevamente con la Comandancia General del estado.
Sin embargo, en agosto de 1848, el gobernador entró en conflicto con Bruno quien declarándose en rebeldía desconoció al gobernador Justo Santa Anna armando una revuelta en su contra, por lo que el gobierno central apoyando al gobernador, designó al español Manuel Peláez, como nuevo comandante general del estado, sin embargo Miguel Bruno se negó a entregar la comandancia. 
Debido a las serias dificultades surgidas por el control de la comandancia militar de Tabasco, la cual se negaba a entregar el coronel Miguel Bruno, el 9 de junio de 1848 el gobernador Justo Santa Anna, se traslada a la villa de San Francisco de Macuspana la cual nombra capital provisional de Tabasco.

### Conflicto con el Gobierno Central
Ante esta situación, el presidente José Joaquín de Herrera designó como nuevo comandante general del estado al comandante guatemalteco Manuel María Escobar, quien intentó entrevistarse con Bruno sin poder convencerlo. Bruno retó abiertamente al gobierno central y ante la amenaza de un ataque Escobar tuvo que salir del estado y solicitó ayuda militar al Presidente Herrera, quien envió al coronel Tomás Marín para someter a Bruno.
En respuesta, Bruno se preparó reuniendo gente, dinero y armas. Llegando a San Juan Bautista en septiembre de 1848, exhortó a los habitantes a que defendieran la soberanía del estado ante la intromisión del gobierno central. 

"Ciudadanos, poseído del más profundo dolor, me veo obligado a anunciarles que el Supremo Gobierno de la Nación ha dispuesto que una fuerza se dirija sobre este estado(...)La guerra nos es enviada(...)cuando los habitantes se ocupan de la reparación de sus pérdidas por la pasada invasión extranjera. Os lo repito ciudadanos, la guerra se os envía(...)serán responsables ante Dios y la Sociedad los nuevos invasores del Estado."
Miguel Bruno. Proclama de septiembre de 1848

El 11 de octubre Bruno en abierta rebelión contra el gobierno, tomó prisionero al jefe político del municipio de Centro, Leandro Alfaro entre otros altos funcionarios y los envió al puerto de Frontera para ser deportados, siendo liberados durante el traslado por el general Tomás Marín.
Marín y Peláez unieron sus fuerzas contra Bruno, quien a mediados de octubre de 1848 accedió a una entrevista con Tomás Marín y por medio de los "Acuerdos de Tierra Colorada" decide entregar la Comandancia Militar de Tabasco, regresar con su gente al puerto de Frontera y quedar bajo el mando de Marín, por su parte Marín aceptó recomendar a Bruno ante la Secretaría de Guerra y Marina por su destacada participación en la guerra norteamericana, terminando el conflicto, regresando el gobernador Santa Anna a la capital del estado.

## Aprehensión y juicio
Pocos días después, el gobernador Justo Santa Anna y el comandante Manuel María Escobar desconocieron los Tratados de Tierra Colorada alegando que el propio Miguel Bruno los había violado, por lo que el 23 de octubre Bruno fue aprehendido por fuerzas del gobierno cerca de la villa de Atasta después de un enfrentamiento, y conducido a San Juan Bautista en donde fue encarcelado, incomunicado y engrillado en un calabozo, estas medidas fueron muy criticadas por la población de la capital debido a que estaban prohibidas por atentar contra los derechos de cualquier prisionero.
Bruno fue sometido a juicio, en donde fue acusado de desobediencia al Supremo Gobierno, excesos en su cargo de comandante militar de Tabasco, y por exaltar los ánimos de los ciudadanos en contra del gobierno durante una proclama en el mes de septiembre. Miguel Bruno estuvo en prisión casi un mes, y después de múltiples careos se le condenó a muerte por Consejo de Guerra.

### Fusilamiento
Una vez que Bruno fue declarado culpable y condenado a muerte por el Consejo de Guerra, el gobernador Justo Santa Anna ordenó que fuera fusilado el 17 de noviembre de 1848.
 Este hecho causó tristeza e inconformidad en la gran mayoría de la población debido a que Bruno era considerado un patriota y gran defensor de la capital durante la invasión estadounidense al estado, por lo que el gobernador Santa Anna fue duramente criticado.

"A las seis de la mañana del 17 de noviembre de 1848, vestido de pantalón blanco y levita de paño azul, y con los ojos vendados, el ex coronel Miguel Bruno Daza se dirigió escoltado por infantes de caballería e infantería hacia el lugar en donde sería fusilado, a un costado de la Plaza de Armas. A cincuenta pasos de la capilla, tomó un poco de vino con agua, fumó un cigarro, y con gran serenidad y sangre fría, se hincó para oír la sentencia; se sentó, colocó la mano derecha sobre el pecho, cruzó la pierna derecha sobre la izquierda, y a las seis y media de la mañana expiró como un valiente..."

Su cadáver fue puesto en un catre que cargaron sus amigos que lo condujeron a la iglesia de la Concepción acompañado de una guardia compuesta por ocho soldados, dos cabos, un sargento y un subteniente.
El cuerpo de Bruno fue trasladado en una hermosa caja de caoba, al cementerio general de San Juan Bautista, ese día fue izada la bandera a media asta en señal de luto. Después de ser cremado el cuerpo, las cenizas fueron entregadas a sus familiares. Más tarde se supo que el Gobierno General de la Nación, había solicitado que Bruno fuese trasladado al puerto de Veracruz para ser juzgado y de ser condenado a muerte, se intentara el indulto. Esta solicitud hecha entre el 23 y 28 de octubre no llegó a tiempo. Al saberse esta noticia, el comandante Marín sería atacado por los partidarios de Bruno.

## Traslado de sus cenizas
El 29 de julio de 1857, con la autorización del gobernador Victorio Victorino Dueñas las cenizas de Miguel Bruno fueron trasladadas con toda solemnidad, de la casa de sus padres en el puerto de Guadalupe de la Frontera a la Catedral de Esquipulas de la capital del estado, y el 30 de septiembre, se celebraron sus honras fúnebres con luto oficial, con discursos y función religiosa.

"...el pueblo de la capital, jamás borrará de su memoria a uno de sus valientes jefes durante la guerra americana en 1846 y 1847, porque el pueblo nunca hecha al olvido a los que lo han acompañado en sus días de prueba y de infortunio"'
Victorio Victorino Dueñas

En su honor, varias calles de ciudades tabasqueñas, incluida una en la capital del estado, llevan su nombre.